# Tazlar, Sinanpaşa
Tazlar là một xã thuộc huyện Sinanpaşa, tỉnh Afyonkarahisar, Thổ Nhĩ Kỳ. Dân số thời điểm năm 2011 là 345 người.